# Taulant Xhaka
Taulant Ragip Xhaka [ˈʤaka] (* 28. März 1991 in Basel, Schweiz) ist ein ehemaliger  albanischer Fussballspieler, der zuvor Schweizer U-16- bis U-21-Nationalspieler war. Er besitzt neben der albanischen auch die Schweizer Staatsangehörigkeit.

## Geburt und Kindheit
Xhaka wurde 1991 als Sohn kosovo-albanischer Eltern aus dem heutigen Kosovo in Basel geboren. Taulant wuchs mit seinem um eineinhalb Jahre jüngeren Bruder Granit im Basler Stadtteil St. Johann auf. Granit Xhaka ist ebenfalls Fußballprofi, spielt aber anders als Taulant für die Schweizer Nationalmannschaft.

## Verein
Xhaka begann mit dem Fussballspielen bei FC Concordia Basel und wechselte 2003 zu den Junioren des FC Basel. Sein Debüt in der 1. Mannschaft hatte er am 19. September 2010 beim Cup-Spiel gegen den FC Mendrisio-Stabio, als er in der 72. Minute beim Stand von 4:0 eingewechselt wurde. In der Saison 2010/11 wurde Xhaka mit dem FC Basel zum ersten Mal Schweizer Meister.
Im Januar 2012 verlieh der FC Basel ihn bis zum 30. Juni 2013 an den Grasshopper Club Zürich. Er spielte also die zweite Hälfte der 2011/2012 Saison bei dem Grasshopper Club Zürich und spielte die gesamte Saison 2012/2013 bei den Zürchern. Dies war die einzige Zeit, in der er seine Spiele nicht in dem rotblauen Trikot bestritt.
Seit der Saison 2013/14 ist er zurück bei seinem Stammclub, kommt dort aber seit einiger Zeit nicht mehr oft zum Einsatz. In der Spielzeit 2013/14 beendete Xhaka die Meisterschaft mit dem FC Basel zum 17. Mal als Meister und stand im Finale des Schweizer Cups, welcher aber nach Verlängerung verloren ging. Basels Champions-League-Saison endete zwar nach der Gruppenphase, aber in der Europa League erreichte Basel das Viertelfinale. Xhaka hatte unter Trainer Murat Yakin insgesamt 52 Einsätze, davon 23 in der Super League, vier im Cup, zehn in der Champions und fünf in der Europa League, sowie zehn in Testspielen. Er schoss dabei zwei Tore in der Super League.
Die Spielzeit 2014/15 beendete Xhaka mit dem FCB die Meisterschaft 2014/15 zum 18. Mal als Schweizer Meister (zum sechsten Mal in Folge). Basel stand wiederholt im Finale des Schweizer Cups, welcher aber gegen den FC Sion 0:3 verloren ging. In der Champions League erreichte Basel das Achtelfinale. Unter Trainer Paulo Sousa hatte Xhaka insgesamt 52 Einsätze, davon 29 in der Super League, vier im Cup, sieben in der Champions League, sowie zwölf in Testspielen. Während der Saison schoss er ein Super-League-Tor.
Unter Trainer Urs Fischer gewann Xhaka am Ende der Meisterschaft 2015/16 und der Meisterschaft 2016/17 den Meistertitel, seinen vierten und fünften Meisterschaftstitel mit dem FCB. Sie gewannen auch den Pokalwettbewerb am 25. Mai 2017 mit 3:0 gegen Sion und somit das Double. Im Februar 2023 wurde sein Vertrag beim FC Basel vorzeitig bis Sommer 2027 verlängert. Im Sommer 2025 wird er seine Karriere jedoch beenden.

## Nationalmannschaft
Xhaka spielte für die Schweizer U-17-Nationalmannschaft bei der U-17-EM 2008. Bei der Schweizer U-20 debütierte er am 6. September 2010 im Stadion Breite, Schaffhausen gegen Deutschland. Sein erstes Spiel für die Schweizer U-21 war am 7. Oktober 2011 beim 1:0-Auswärtssieg gegen Georgien. Zu Beginn der EM-Qualifikation 2016 im September 2014 entschied er sich, künftig für Albanien aufzulaufen. Zum Qualifikationsauftaktsieg (1:0 gegen Portugal) am 7. September 2014 bestritt er sein erstes Länderspiel für Albanien und ist damit nicht mehr für die Schweiz spielberechtigt.
Bei der Fussball-Europameisterschaft 2016 in Frankreich wurde er in das albanische Aufgebot aufgenommen. Im Auftaktspiel trat er nicht nur gegen sein Heimatland Schweiz an, sondern auch gegen seinen Bruder Granit, der im Schweizer Trikot auflief. Albanien verlor das Spiel mit 0:1. Gegen Frankreich spielte er noch in der Schlussviertelstunde, gegen Rumänien wurde er nicht berücksichtigt. Danach schied das albanische Team aus.

## Erfolge

### Grasshopper Club Zürich
- Schweizer Cupsieger: 2012/13

### FC Basel
- Schweizer Meister: 2010/11, 2013/14, 2014/15, 2015/16, 2016/17, 2024/25
- Schweizer Cupsieger: 2011/12 2016/17, 2018/19

### Albanien
- EM-Qualifikation: 2016

## Kritik
Er stand zuletzt wegen seiner Tätlichkeiten im Klassiker FC Basel – FC Zürich am 7. Mai 2023 in Kritik, als er mit Rot vom Platz verwiesen wurde und dafür eine Sperre für 8 Spiele erhielt.
Im Mai 2025 fiel Xhaka bei der Meisterfeier mit Schmähgesängen gegen die beiden Stadtzürcher Clubs (FCZ und GC), sowie dem Abbrennen einer Pyrofackel auf. Er entschuldigte sich schliesslich via Social Media bei den beiden Clubs. Der Club sanktionierte seinen Spieler und die Liga eröffnete ein Verfahren gegen ihn.